# Союз южношлезвигских избирателей
Союз южношлезвигских избирателей (нем. Südschleswigsche Wählerverband (SSW), дат. Sydslesvigsk Vælgerforening, с.-фриз. Söödschlaswiksche Wäälerferbånd) — региональная политическая партия в земле Шлезвиг-Гольштейн. Основана 30 июня 1948 года, представляет и защищает права датского и фризского меньшинств земли.
Партия уникальна тем, что она единственная из всех партий Германии освобождена от пятипроцентного барьера на выборах регионального уровня и гарантированно имеет как минимум 1 место в ландтаге земли Шлезвиг-Гольштейн.
Участвовала в выборах в бундестаг в 1949, 1953, 1957 и 1961 годов. Но лишь в 1949 году получила 1 место.
После выборов в ландтаг Шлезвиг-Гольштейна 6 мая 2012 года была сформирована коалиция с участием СДПГ, «Зелёных» и Союза южношлезвигских избирателей. Представительница партии Анке Шпорендонк стала министром юстиции, культуры и европейских дел. Таким образом Союз южношлезвигских избирателей впервые вошёл в правительство Шлезвиг-Гольштейна, а значит и в бундесрат Германии. С 2017 года находится в оппозиции коалиции ХДС, СВДП, Зеленых.
Вернулась к участию в выборах в бундестаг в 2021 году. Получила одно место в бундестаге на выборах 2021 и 2025 годов.